# Shetlandy
Shetlandy, také Shetlandské ostrovy, anglicky Shetland (ze středoskotského Ȝetland), jsou souostroví a jedna ze 32 správních oblastí Skotska, ležící na severu země. Je to nejsevernější území Skotska, potažmo Spojeného království. Ostrovy s celkovou rozlohou 1 468 km² leží severovýchodním směrem od Orknejí, na hranici Severního moře a Atlantiku. Administrativním centrem je město Lerwick, nacházející se na největším ostrově Mainland. Společně s Orknejemi tvoří Severní ostrovy, anglicky Northern Isles.
Jméno pochází od největšího ostrova Mainland (hlavní, největší pevnina), jehož jméno je anglickou koruptelou skandinávského Hjaltland, později Hetland (země land z čedičových skal het). Jednoslovný název (Shetland) se v angličtině nikdy nepoužívá v plurálu.

## Geografie
Shetlandy se nacházejí mezi Skotskem, Norskem a Faerskými ostrovy. Ostrovy jsou složeny částečně z metamorfovaných hornin a částečně z hornin sedimentárních a vyvřelých. Dnešní podoba shetlandské krajiny je také důsledkem činnosti ledovce, oceánu a řek. Pobřeží celého souostroví je lemováno mnoha útesy. Na Shetlandách není žádné vnitrozemské místo, vzdálené od pobřeží více než pět kilometrů. Nejvyšším bodem Shetland je vrchol kopce Ronas Hill, nacházející se ve výšce 450 m n. m.

### Ostrovy
Z více než stovky shetlandských ostrovů je jich pouze 16 obydleno. Největší z nich je Mainland.
| Ostrov     | Rozloha    | Počet obyvatel (2001) | Nejvyšší bod                   |
| ---------- | ---------- | --------------------- | ------------------------------ |
| Bressay    | 28,05 km²  | 384                   | Ward of Bressay (226 m n. m.)  |
| Bruray     | 0,55 km²   | 26                    | Bruray Ward (53 m n. m.)       |
| East Burra | 5,15 km²   | 66                    | Easter Heog (81 m n. m.)       |
| Fair Isle  | 7,68 km²   | 69                    | Ward Hill (217 m n. m.)        |
| Fetlar     | 40,78 km²  | 86                    | Ward Hill (158 m n. m.)        |
| Foula      | 12,65 km²  | 31                    | The Sneug (418 m n. m.)        |
| Housay     | 1,63 km²   | 50                    | North Hill (53 m n. m.)        |
| Mainland   | 968,79 km² | 17 550                | Ronas Hill (450 m n. m.)       |
| Muckle Roe | 17,73 km²  | 104                   | South Ward (267 m n. m.)       |
| Papa Stour | 8,28 km²   | 25                    | Virda Field (87 m n. m.)       |
| Trondra    | 2,75 km²   | 133                   | 60 m n. m.                     |
| Unst       | 120,68 km² | 720                   | Saxa Vord (284 m n. m.)        |
| Vaila      | 3,27 km²   | 2                     | East Ward (95 m n. m.)         |
| West Burra | 7,43 km²   | 753                   | Hill of Sandwick (65 m n. m.)  |
| Whalsay    | 19,70 km²  | 1034                  | Ward of Clett (119 m n. m.)    |
| Yell       | 212,11 km² | 957                   | Hill of Arisdale (210 m n. m.) |

## Klima
Shetlandské ostrovy mají mírné, silně oceánské klima. Na svoji zeměpisnou polohu mají poměrné teplé podnebí, což způsobuje Golfský proud. Okolní moře má teplotu od 5°C v zimě po 14 °C v létě. Teplota se jen velmi vzácně přibližuje k 20 °C a stejně tak jsou velmi vzácné silnější mrazy pod -5 °C. V zimě občas sněží, ale sníh se často nemusí udržet přes celý den. Mlhy jsou nejčastější v létě. V průměru mrzne 20 (Sumburgh) až 60 (nejhlubší vnitrozemí) dní v roce, dnů se sněžením je nejméně v Sumburghu, v průměru 12 v roce (ve zbytku Shetland 20 až 30) a deštivých dnů (nad 1 mm) je v roce průměrně 200 až 220, na nejjižnějším výběžku (Somburgh) 180 až 200. Průměrná roční rychlost větru je od 19 do 27 km/h, v závislosti na vzdálenosti od pobřeží a zakrytí kopci, zpravidla nejvíc na západním pobřeží a Sumburghu.
| Sumburgh – podnebí                                                                                   | Sumburgh – podnebí | Sumburgh – podnebí | Sumburgh – podnebí | Sumburgh – podnebí | Sumburgh – podnebí | Sumburgh – podnebí | Sumburgh – podnebí | Sumburgh – podnebí | Sumburgh – podnebí | Sumburgh – podnebí | Sumburgh – podnebí | Sumburgh – podnebí | Sumburgh – podnebí |
| Období                                                                                               | leden              | únor               | březen             | duben              | květen             | červen             | červenec           | srpen              | září               | říjen              | listopad           | prosinec           | rok                |
| --- | ------------------ | ------------------ | ------------------ | ------------------ | ------------------ | ------------------ | ------------------ | ------------------ | ------------------ | ------------------ | ------------------ | ------------------ | ------------------ |
| Nejvyšší teplota [°C]                                                                                | 9                  | 8                  | 10                 | 11                 | 13                 | 15                 | 18                 | 17                 | 15                 | 13                 | 11                 | 10                 | 17                 |
| Průměrné denní maximum [°C]                                                                          | 6                  | 6                  | 7                  | 8                  | 11                 | 13                 | 14                 | 14                 | 13                 | 10                 | 8                  | 7                  | 9,75               |
| Průměrná teplota [°C]                                                                                | 5                  | 4,5                | 5,5                | 6,5                | 9                  | 11                 | 12,5               | 12,5               | 11                 | 8,5                | 6,5                | 5,5                | 8,1                |
| Průměrné denní minimum [°C]                                                                          | 4                  | 3                  | 4                  | 5                  | 7                  | 9                  | 11                 | 11                 | 9                  | 7                  | 5                  | 4                  | 6,6                |
| Nejnižší teplota [°C]                                                                                | −2                 | −3                 | −1                 | 1                  | 3                  | 5                  | 9                  | 8                  | 6                  | 3                  | 1                  | −1                 | −1                 |
| Průměrné srážky [mm]                                                                                 | 133                | 95                 | 132                | 88                 | 70                 | 61                 | 70                 | 83                 | 128                | 155                | 127                | 142                | 1 284              |
| Zdroj: Průměrné minimum, průměrné maximum, průměrná teplota, nejnižší a nejvyšší každoroční teplota, |                    |                    |                    |                    |                    |                    |                    |                    |                    |                    |                    |                    |                    |

## Příroda

### Flora

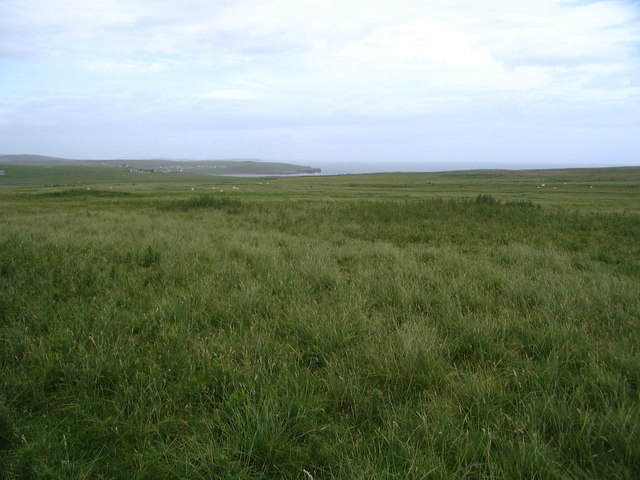
Typická Shetlandská travnatá, ale stromů prostá krajina

Shetlandy jsou celé travnaté a nejsou na nich žádné lesy, na celých Shetlandách je jen 30 000 m² lesa (0,03 km²). Ale pokud jsou stromy vysazeny (zahrady, parky), tak jim nedělá problém tady růst, a to ani listnatým, kterých je v parcích a zahradách nejvíc, přestože je to nejchladnější část Skotska. Mimo města a vesnice jsou stromy mimořádně vzácné, jen na několika místech na březích jezer nebo na útesech. Sorbus aucuparia a Malus sylvestris (druh jabloně) jsou jediné původní stromy. Druhů rostlin je tu málo, jen okolo 400. Nejčastější jsou tady rostliny typické pro tundru, různé trávy, mechy, lišejníky. Shetlandy mají jednu endemitní rostlinu, která roste jen na Shetlandách a nikde jinde, je to Cerastium nigrescens. Tahle rostlina je však vzácná a roste jen na ostrově Unst.

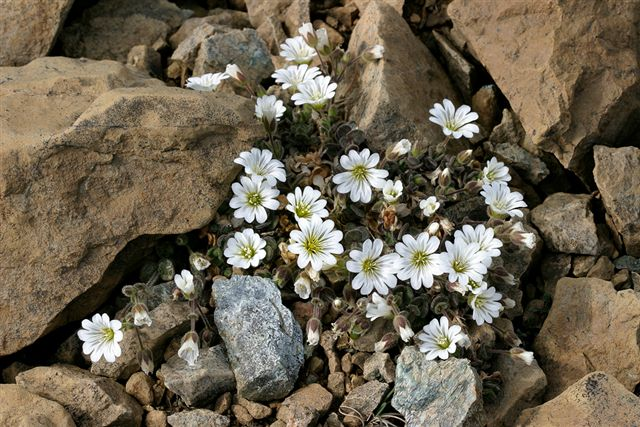
Shetlandský endemit Cerastium nigrescens
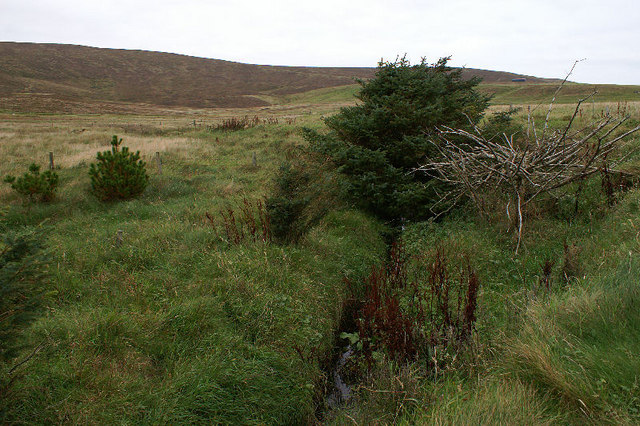
Ve volné přírodě vzácné stromy
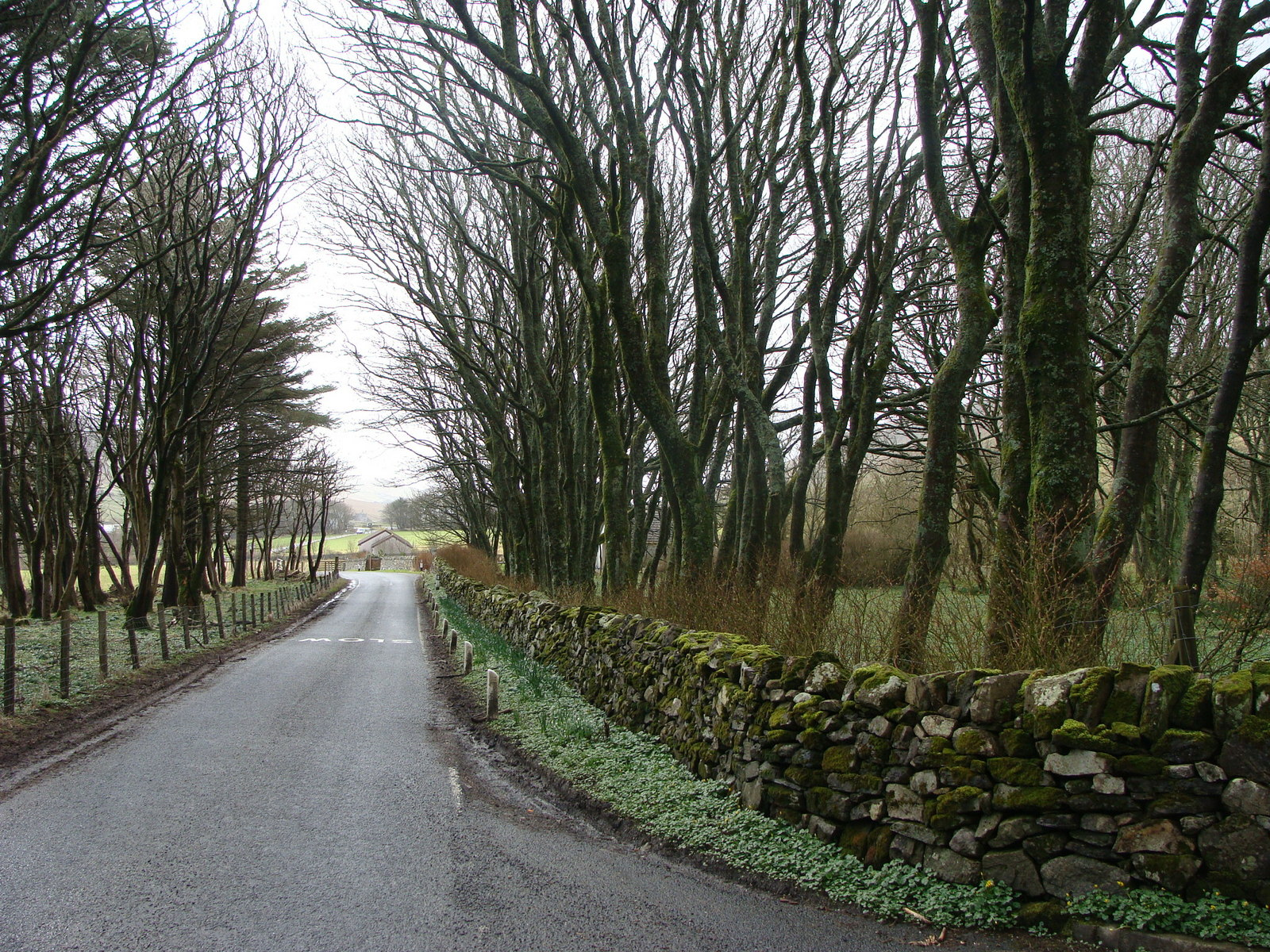
Ale ve městech a vesnicích jsou poměrně časté

### Fauna
Na Shetlandách pobývá spousta mořských ptáků, například papuchalk bělobradý, buřňáčci, potáplice malá, terej bílý nebo chaluha velká. Objevila se tam párkrát i husa sněžná nebo sovice sněžní. Existují i 3 druhy ptáků vyskytující se jen na Shetlandách, Shetland Wren, Fair Isle Wren a Shetland starling. Z ptáků žijících i dále od pobřeží třeba kulík zlatý. Jediní volně žijící savci na ostrovech jsou myši a potkani. Z domácích zvířat jsou tady i shetlandské, trochu odlišné verze, třeba shetlandský pastevecký pes, shetlandská ovce, shetlandská husa nebo zvláštní druh polodivokého prasete, který vyhynul v roce 1930, nazývaný grice. Velmi známý je z domácích zvířat hlavně shetlandský poník.

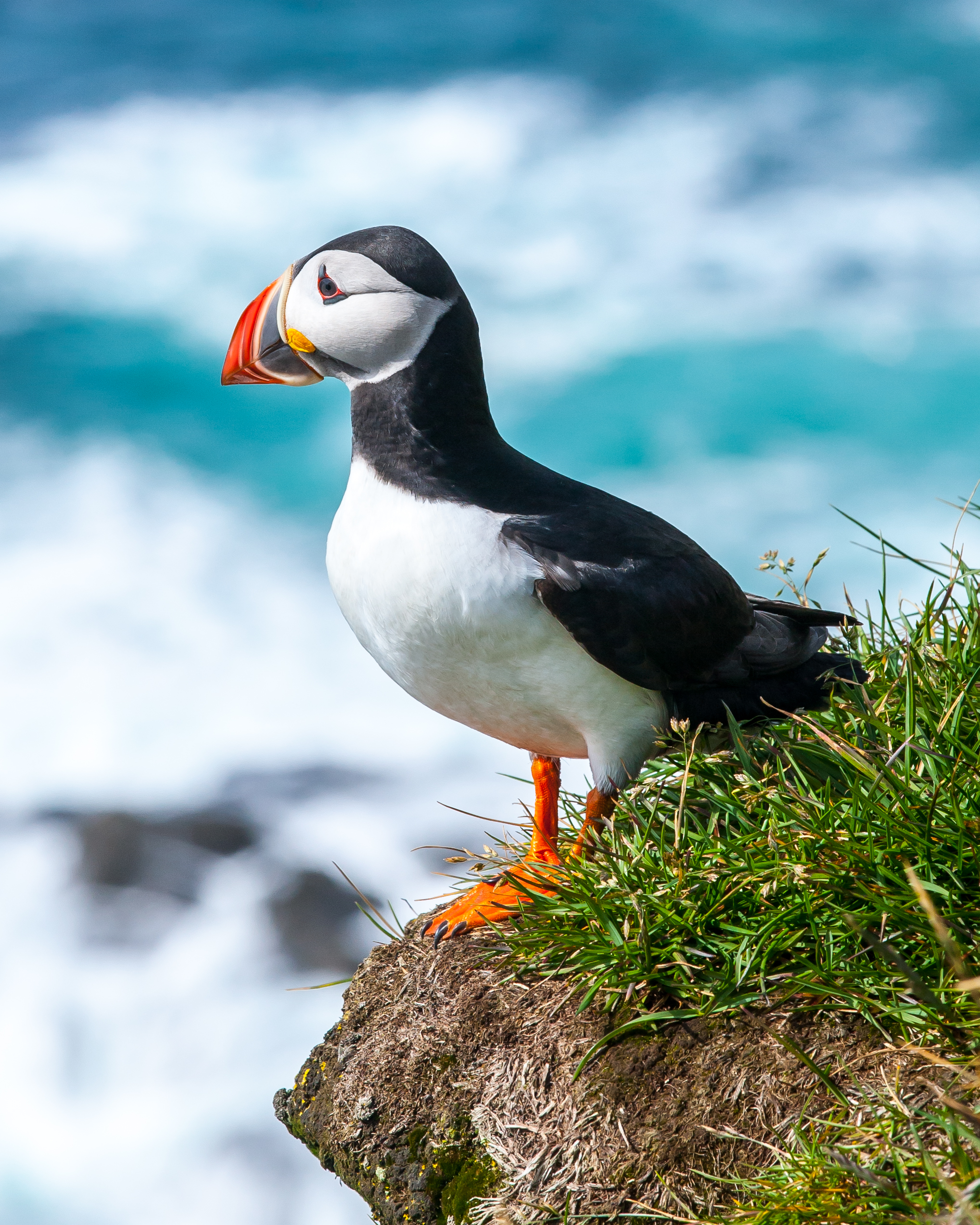
Papuchalk bělobradý
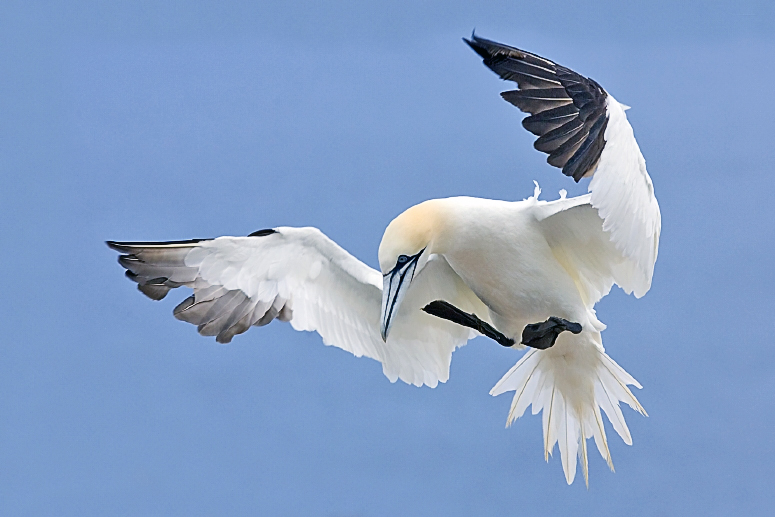
Terej bílý
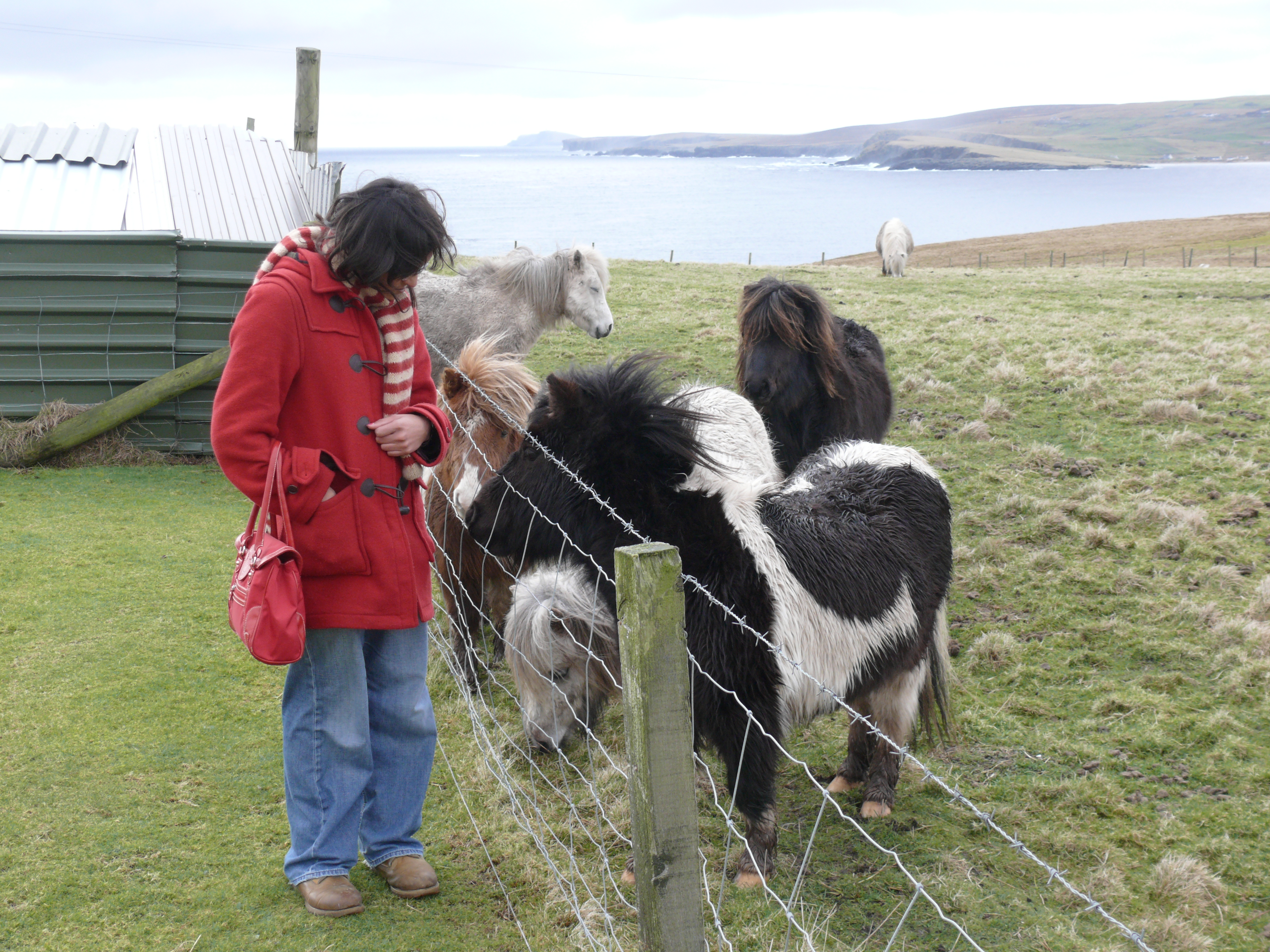
Shetlandský poník

## Historie

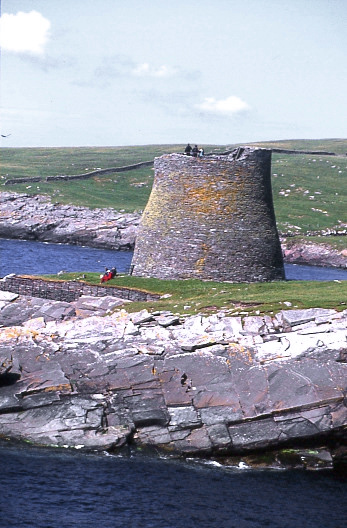
Broch of Mousa, jeden z nejzachovalejších brochů

### Pravěk

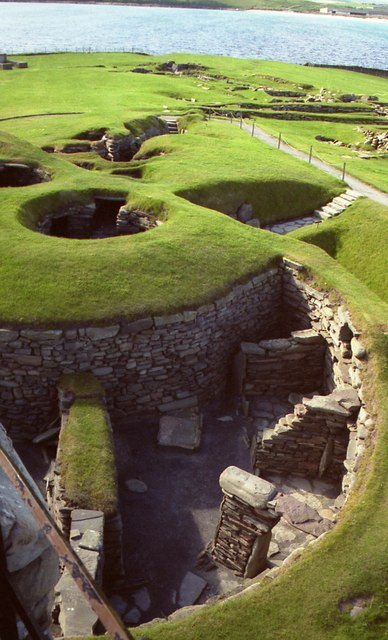
Jarlshof, jedno z prvních osídlení na Shetlandách

První známé lidské osídlení na Shetlandách je z roku 4030 př. n. l., kdy se tu stavěly první kamenné domy. První osídlené místo na Shetlandách bylo nalezeno podle ostatků pravěkého smetiště někde u Sumburghu. Nedaleko odtud na archeologickém nalezišti Jarlshof (na nejjižnějším cípu Shetland) byly nalezeny pozůstatky kovárny a různých kamenných staveb. Stavby zvané broch se stavěly nejvíc mezi 1200 až 1 př. n. l. (doba železná). Lidské osídlení bylo největší v místě dnešního Sumburghu.

### Skandinávská kolonizace
Jak přibývali obyvatelé Skandinávie a tím ubývala orná půda, tak na Shetlandy přicházelo tím více Vikingů, nejvíce jich sem přišlo mezi lety 700 až 800. Později byly Shetlandy hlavním sídlem vikinských pirátů, kteří podnikali výpravy jak do Skotska, tak i do Norska. V reakci na nájezdy norský král Harald I. Krásnovlasý v roce 875 Shetlandy zabral. Křesťanství se na Shetlandy dostalo v pozdním 10. století, kdy na Orkneje (Orkneje a Shetlandy patřily v té době pod jeden kraj Norska) připlul norský král Olav Tryggvasson a pod hrozbou vyhlazení přinutil místní obyvatele, aby se nechali pokřtít a přešli na křesťanskou víru. V roce 1194 ostrované povstali proti králi Norska Sverre Sigurdssonovi a vypluli ke břehům Norska. Byli však u Bergenu poraženi a Shetlandy patřily pod Norsko další dvě století.

### Zabírání Skotskem

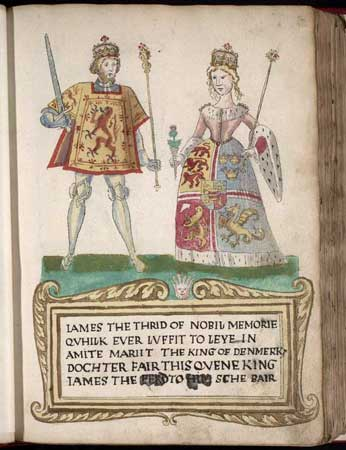
Skotský král Jakub III. a Markéta Dánská, po jejichž zasnoubení Norsko postoupilo Shetlandy Skotsku

Okolo roku 1250 se ostrovy pokusil obsadit skotský král Alexandr II., v těchto snahách pokračoval i jeho nástupce Alexandr III. Král Norska Haakon Haakonsson reagoval invazí na Shetlandy. V tažení pokračoval až hluboko do Skotska do blízkosti města Ayr, kde prohrála bitvu se Skoty. Král Haakon Haakonsson zemřel při ústupu na Orknejích v roce 1263. Poté už se Norové nesnažili dostat znovu do Skotska, ponechali si však kontrolu nad souostrovími Orkneje a Shetlandy. Ve 14. století však rostl skotský vliv na Shetlandách, posledním norským hrabětem na ostrovech byl Jon Haraldsson, po něm nastupovali Skotové. V roce 1380 se Norsko přestalo o Shetlandy zajímat.  V roce 1469 byly Shetlandy zastaveny norským králem Kristiánem I. jako záruka na zaplacení věna jeho dcery Markéty, zasnoubené se skotským králem Jakubem III. Jelikož věno nebylo zaplaceno připadly Shetlandy trvale Skotsku. V roce 1470 William Sinclair, 1. hrabě z Caithness, postoupil svůj titul Jakubovi III. a následující rok byly Severní ostrovy přímo podřízeny skotské koruně, což bylo potvrzeno skotským parlamentem v roce 1472. Blízké kontakty ostrovanů s Norskem tím však neskončily. Od roku 1500 se začalo obchodovat s Německem a začaly se odtud vyvážet solené ryby, vlna a máslo a na oplátku se sem přivážely sůl, látky, oblečení, pivo...

### Novověk
V roce 1707 byl vývoz solených ryb zakázán a to způsobilo problémy zdejší ekonomice. V 17. století vypukla na Shetlandách epidemie neštovic, ale brzo se proti nim začalo dávat očkování a počet obyvatel se potom zvýšil na svoje maximum 31 670 v roce 1861. Shetlanďané byli dobrými námořníky a tak byli verbováni během Napoleonských válek, během války sloužilo 3 000 obyvatel Shetland. Ale vracelo se jich málo, například z Fetlaru odešlo bojovat 120 mužů a vrátilo se jich jen 20. Mezi lety 1861–1881 emigrovalo okolo 8 000 Shetlanďanů.

### 20. století
V první světové válce sloužilo mnoho Shetlanďanů v britské armádě a dalších 3 000 v obchodním loďstvu. Přes Lerwick vedla i důležitá trasa pro konvoje. V první světové válce padlo 500 Shetlanďanů. Během druhé světové války v roce 1940 mělo základnu v Scalloway norské námořnictvo. Po druhé světové válce byla v moři na východ od Shetland nalezena ropa, což na Shetlandy přineslo další peníze.

## Doprava

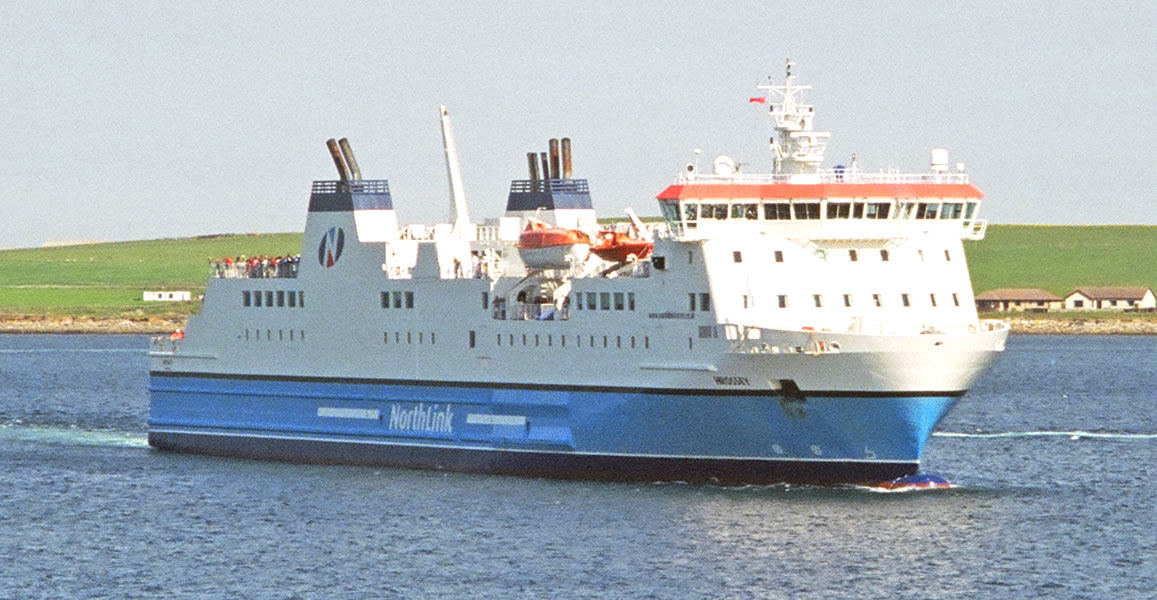
Trajekt MV Hrossey, jeden ze dvou trajektů NorthLink Ferries na lince Aberdeen – Kirkwall – Lerwick

### Lodní doprava
Dopravu mezi ostrovy Shetland zajišťují trajekty. Existuje také lodní linka Lerwick – Aberdeen, na které je dopravce NorthLink Ferries, plavba trvá 12 hodin, pokud navíc loď zastavuje i v Kirkwallu na Orknejích, tak je cesta o 2 hodiny delší. Cesta lodí z Lerwicku do Aberdeenu je přibližně 350 km dlouhá, se zastávkou v Kirkwallu přibližně 450 km.

### Letecká doprava
Hlavní letiště je letiště Sumburgh na úplném jihu Shetland, asi 40 km jižně od Lerwicku. Hlavní aerolinka je Loganair (patřící dál pod leteckou lowcost společnost FlyBe). Ze Sumburghu letadla téhle společnosti vylétávají až desetkrát denně do různých míst ve Skotsku, hlavně do Kirkwallu, Aberdeenu, Inverness, Glasgow a Edinburghu. I u Lerwicku je jedno letiště, asi 11 km na západ od něj. Z tohoto letiště vylétávají vnitrozemské (uvnitř Shetland) lety k většině obydlených ostrovů Shetland. Velmi využívané je také letiště u ropné rafinérie Sullom Voe, kam létají hlavně zaměstnanci letadly z Aberdeenu.

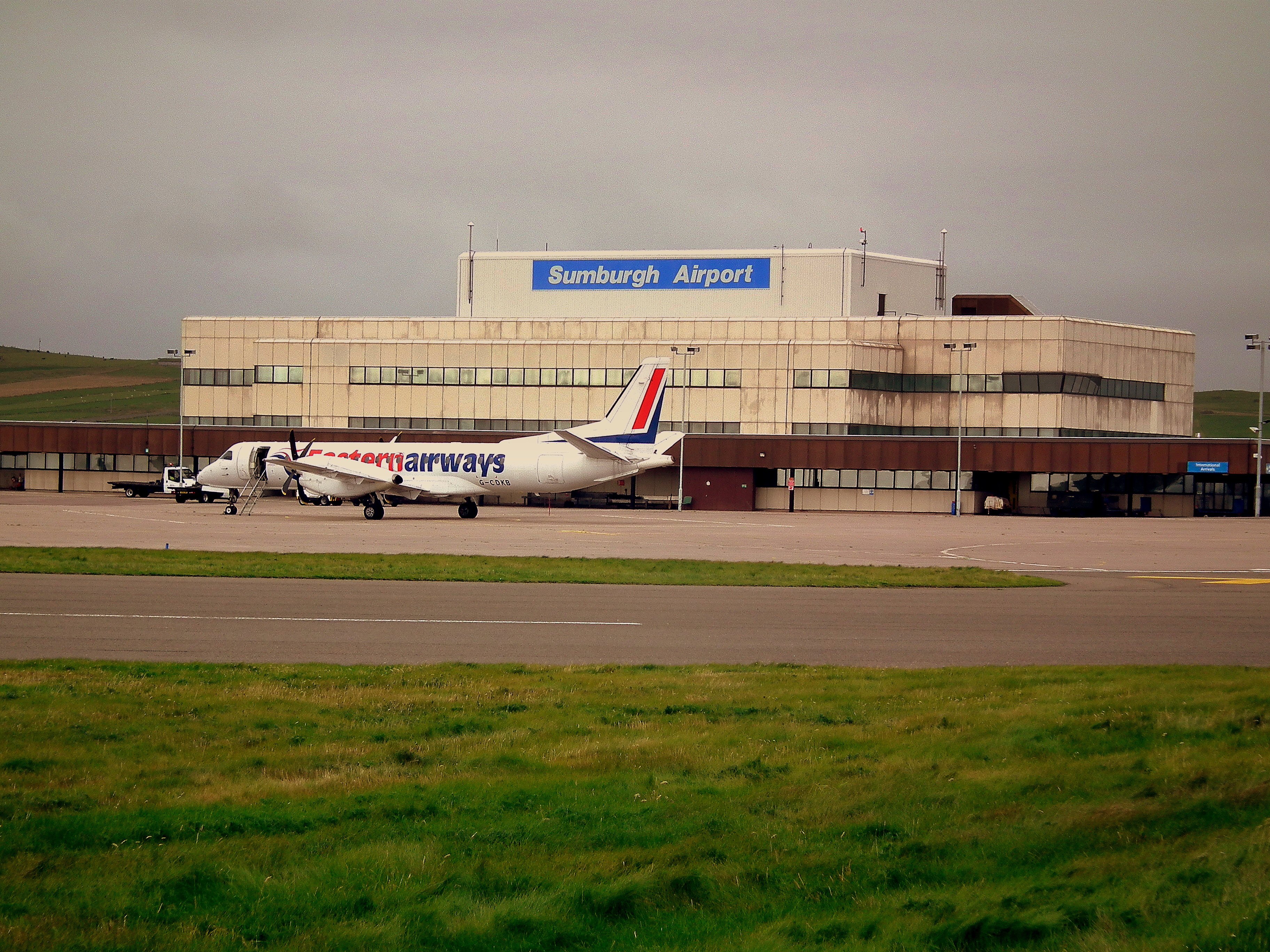
Letiště Sumburgh
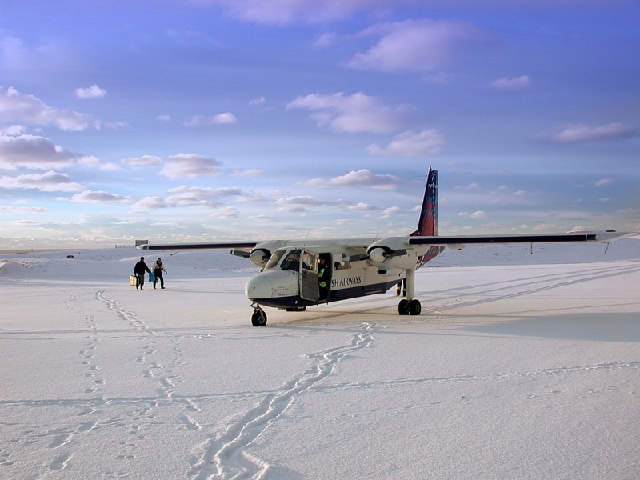
Letadlo Loganair, stojící na letišti na ostrově Fair

### Autobusová doprava
Autobusy jezdí na ostrovech Mainland, Whalsay, Burra, Unst a Yell. Hlavní autobusový dopravce na Shetlandách je ZetTrans, pod kterým je spousta dalších mnohem menších dopravců a ZetTrans je vlastně spojuje dohromady, ZatTrans jezdí na ostrovech Mainland, Unst, Yell a Fetlar. Intervaly mezi jednotlivými spoji jsou běžně až mnohahodinové.

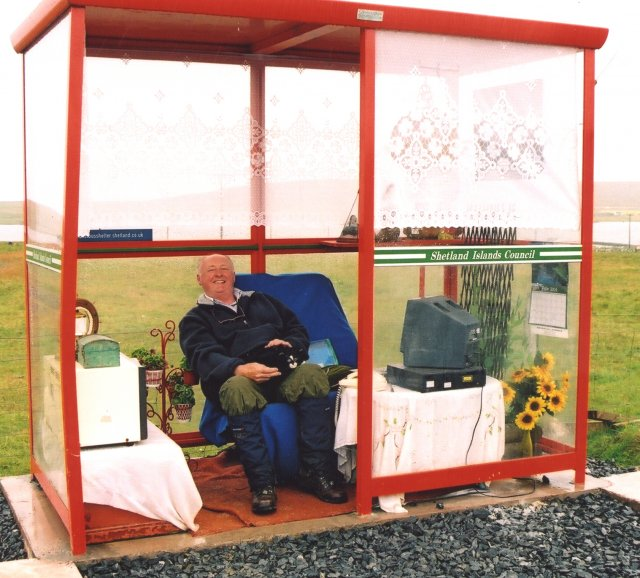
Jedna autobusová zastávka na Unstu. Slouží jako turistická atrakce a i při těch mnohahodinových intervalech mezi spoji se může hodit
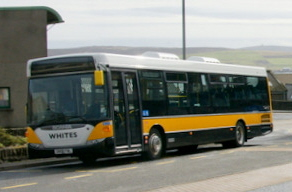
Bus White Coaches, patřících pod ZetTrans, jezdí jen jako školní autobus
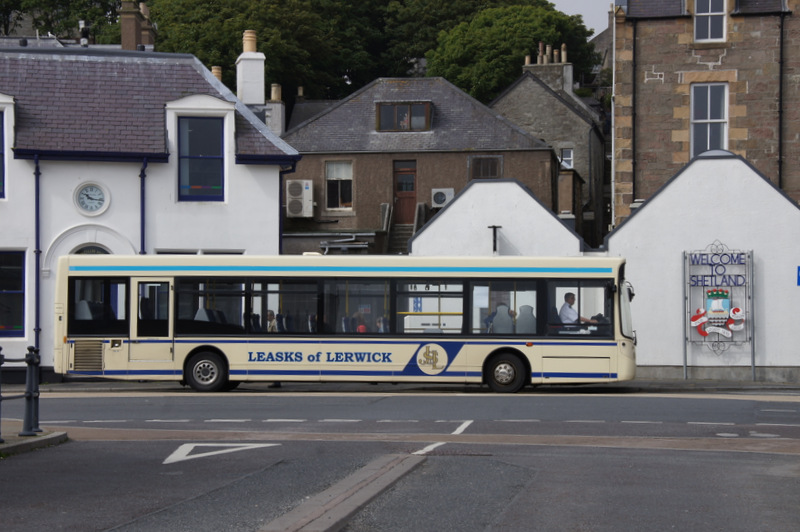
Autobus dopravce John Leask & Son, tenhle dopravce jezdí i mezi Lerwickem a Scalloway a mezi Lerwickem a letištěm Sumburgh

## Ekonomika

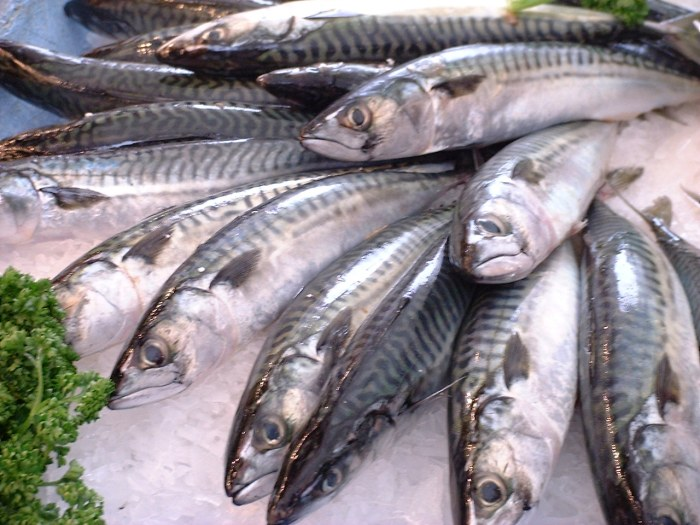
Makrela, nejčastěji chycená ryba u Shetland

Shetlandy mají nejvíc peněz ze zemědělství, rybolovu, ropy, zemního plynu a cestovního ruchu.

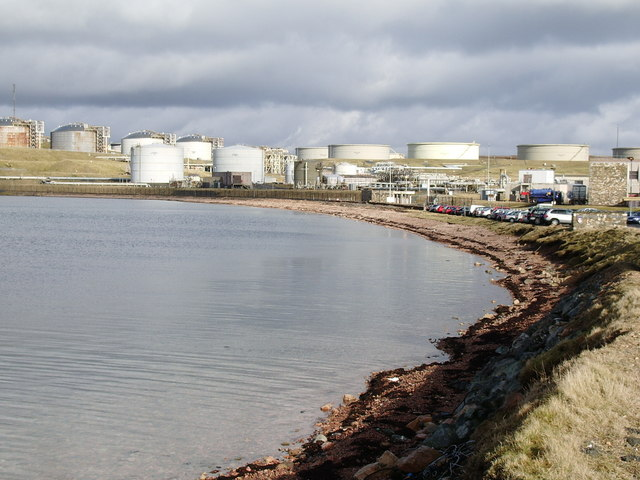
Sullom Voe, ropná rafinérie

Rybolov je pro Shetlandy vůbec nejdůležitější. Za rok 2009 bylo vyloveno 75 000 tun ryb, v hodnotě 73 milionů liber. Nejčastěji lovená ryba je makrela, těch je víc než polovina ze všech ulovených ryb. Další lovené ryby jsou tresky, sledi, ďasové a korýši. Nejčastěji se tu chovají ovce s poměrně hodně jemnou vlnou. Pěstuje se tu i oves a ječmen a kvůli drsnému počasí se tady toho ani moc vypěstovat nedá. Velmi rozšířený je tu crofting, to znamená, že okolo vesnice jsou společná pole, která všichni obyvatelé obdělávají společně.
Ropa a zemní plyn byly nalezeny na Sullom Voe v roce 1878 a vzápětí se toto místo stalo největším nalezištěm ropy a zemního plynu v Evropě. Za vytěženou ropu jsou vybírany poplatky a peníze z nich se dávají do Shetland. Ve službách tu pracuje až tři čtvrtě zaměstnanců.
V lednu 2007 Shetlandy uzavřely smlouvu s několika dodavateli elektřiny, že jim budou posílat podmořským kabelem ze Shetland elektřinu, kterou vyrábějí ve svých 200 věrných elektrárnách (200 vrtulí). Ročně se tam vyrobí 600 megawattů a Shetlandy tím získají 20 milionů liber ročně.
Velmi známá je i zdejší tradiční výroba pletenin. Stává se však, že i jiní výrobci mimo Shetlandy umisťují na svoje výrobky slovo Shetland a snaží ze vyvolat dojem, že jejich výrobky jsou z Shetland. Proto byla registrována chráněná značka Shetland Lady.
Shetlandy mají vlastní noviny, The Shetland Times, které jsou vydávány každý týden. Je tu také rádio BBC Shetland a SIBC.
Shetlandy jsou častým cílem výletních lodí. V roce 2010 také cestovní průvodce Lonely planet napsal o Shetlandách, že jsou šesté nejméně lidmi dotčené místo na světě, také popsal Shetlandy jako krásné místo s velmi soběstačnými lidmi. Celkově tu turisté v roce 2006 utratili 16,4 milionů liber. V roce 2009 na ostrovy připlulo, a to jen do přístavu v Lerwicku, 26 000 turistů. Nejnavštěvovanějšími místy v roce 2009 byly Sumburgh Head, Shetland Museum, Bonhoga galerie a Jarlshof.

## Genetika a jazyk
I přesto, že se do Shetland po tom, co připadly Skotsku, nastěhovaly tisíce skotských rodin, tak i dnes jsou ostrované geneticky z poloviny Skandinávci. I téměř každý název zdejších vesnic pochází z původního norského názvu. Do 18. století se běžně mluvilo norštinou, ale ta postupně byla nahrazována angličtinou, přesněji shetlandským dialektem angličtiny.

## Kultura

### Up Hellya Aa festival
Tento ohňový festival je už více než 100 let starý a má oslavovat delší dny a konec svátku jule. Festival je po celých Shetlandách vždy poslední lednové úterý. Patří k němu průvody lidí oblečených jako Vikingové a končí to spálením makety Vikingské lodě v životní velikosti.

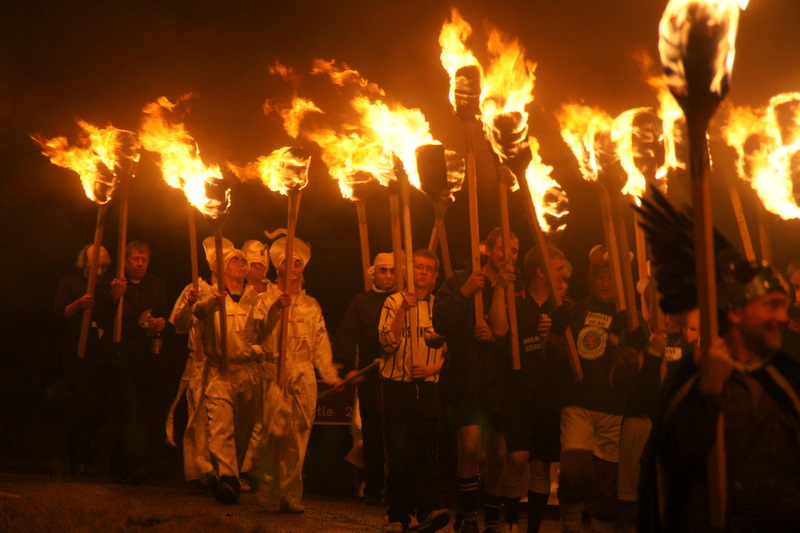
Ohňové průvody
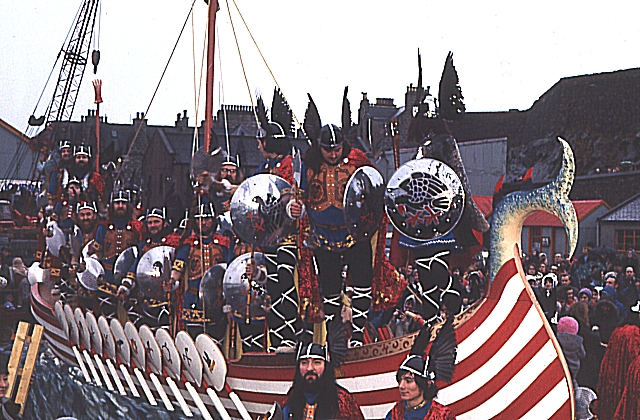
Maketa lodi

### Kuchyně

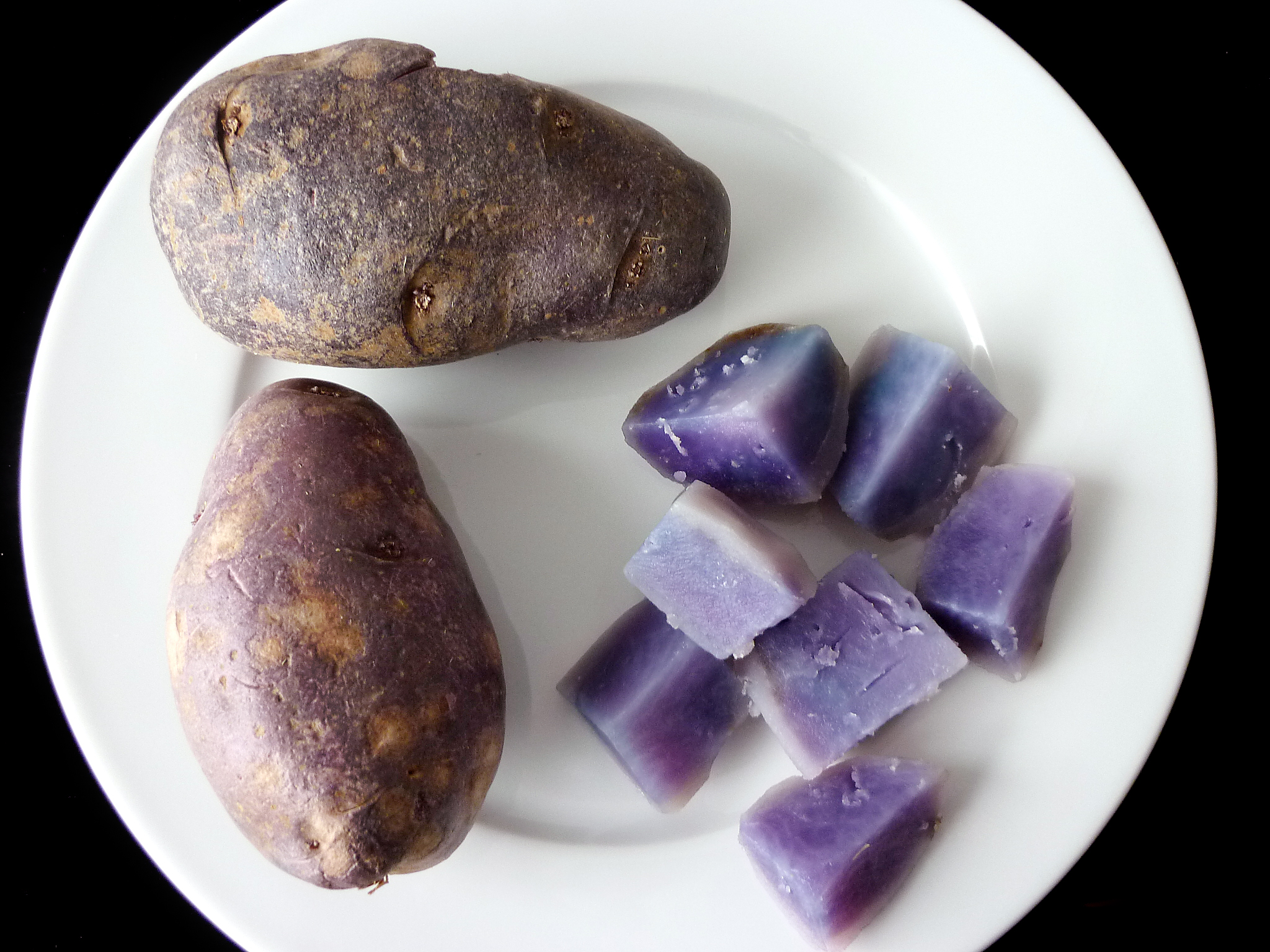
Modrá brambora

Základ kuchyně je jehněčí a hovězí maso a ryby a další živočichové z moře. Je tu i jeden pivovar Valhalla Brewery, nejsevernější pivovar Spojeného království. Pěstují se tu i brambory, jejich modrá odrůda.

### Sport
Pořádají se tu pravidelně International Island Games (mezinárodní ostrovní hry) do kterých se zapojují vybrané ostrovy z celého světa. Závodí se hlavně v atletice. Shetlandy mají svůj fotbalový tým, který se účastní i těchto her.

### Hudba
Hraje se tu hlavně folk na housle. Velmi známá zdejší skupina je Forty Fiddlers, ve které hraje spousta houslistů najednou. Byla založena v roce 1960 a brzo se stala známou po celých Shetlandách a byla zvána do všech koutů Shetland a zahrála i pro královnu Alžbětu II. při její návštěvě Shetland. Není to skupina jen určitých lidí, a tak někdo přijde, jiný zase odejde, a tímto způsobem skupina dobře funguje dosud.

## Školství
Na Shetlandách jsou 2 střední školy a 30 základních škol. Dál je tu vysoká škola rybolovu a další 2 vysoké školy.

## Náboženství

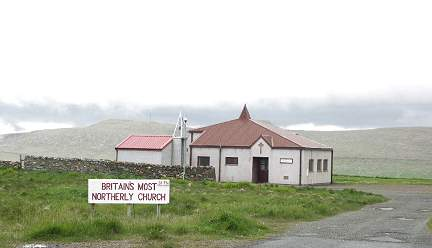
Nejsevernější kostel Shetland a Spojeného království v Haroldswicku

Na Shetlandách jsou 3 církve, Metodistická, Skotská církev a Skotská episkopální církev. Hlavní náboženství je křesťanství, které tu zavedl koncem 10. století norský král Olaf I. Tryggvason. A to dost násilně, když ostrovanům pohrozil naprostou likvidací, pokud nepřejdou na křesťanství. Nejsevernější kostel (Metodistické církve) Shetland a zároveň celého Spojeného království je v Haroldswicku.

## Politika
Místní správu zajišťuje Rada Shetlandských ostrovů (Shetland Islands Council). Pro všeobecné volby ve Spojeném království jsou Shetlandy součástí volebního obvodu Orkneje a Shetlandy, který volí jednoho poslance Dolní sněmovny. Poslancem je od roku 2001 Alistair Carmichael za Liberální demokraty. Pro volby do Skotského parlamentu tvoří Shetlandy samostatný volební okres, poslankyní je Beatrice Wishart za stejnou stranu. Shetlandy i Orkneje jsou dlouhodobě volební baštou Liberálních demokratů.
| Skotské parlamentní volby 2021 - Shetlandy |                              |                              |        |       |        |
| Strana                                     | Strana                       | Kandidát                     | Hlasy  | %     | ±%     |
|                                            | Liberální demokraté          | Beatrice Wishart             | 5,803  | 48.6% | ▲0.7%  |
|                                            | SNP                          | Tom Wills                    | 4,997  | 41.9% | ▲9.6%  |
|                                            | Konzervativci                | Nick Tulloch                 | 503    | 5.2%  | ▲1.6%  |
|                                            | Labouristé                   | Martin Kerr                  | 424    | 3.6%  | ▲2.3%  |
|                                            | nezávislý                    | Peter Tait                   | 116    | 1.0%  | ▼11.8% |
|                                            | Uzdravme Skotsko             | Brian Nugent                 | 90     | 0.8%  | ▲0.8%  |
| Většina                                    | Většina                      | Většina                      | 806    | 6.7%  | ▼8.8%  |
| Účast                                      | Účast                        | Účast                        | 11,933 | 66.0% | ▼0.4%  |
|                                            | Liberální demokraté obhájili | Liberální demokraté obhájili | ±      | ▲0.7% |        |

## Vlajka
Vlajku Shetland vymyslel Roy Grönneberg společně s Billem Adamsem, k výročí 500 let od doby, co ostrovy získalo Skotsko. Vlajka je ve skotských barvách, je na ní také kříž, ale na rozdíl od Skotské vlajky je kříž ve stejné poloze, jako u vlajek severských států, jako je Norsko, Švédsko, Dánsko, Finsko nebo Island.